# Doi Nang Non
Doi Nang Non (ดอยนางนอน), là kiến tạo đất bất thường nằm ở tỉnh Chiang Rai, Thái Lan. Đó là một cấu trúc karst với nhiều thác nước và hang động.
Doi Nang Non bao gồm một chuỗi đồi nằm ở phía tây tuyến đường nối Chiang Rai và Mae Sai. Phần lớn dãy này nằm trên địa bàn huyện Mae Sai, kéo dài về phía tây và phía tây nam của Pong Pha. Các hình bóng của các dãy núi có hình dạng của một người phụ nữ với mái tóc dài ngả khi nhìn từ góc độ nhất định.

## Hang động
Có một số hang động và các luồng nước ngầm trong khu vực.

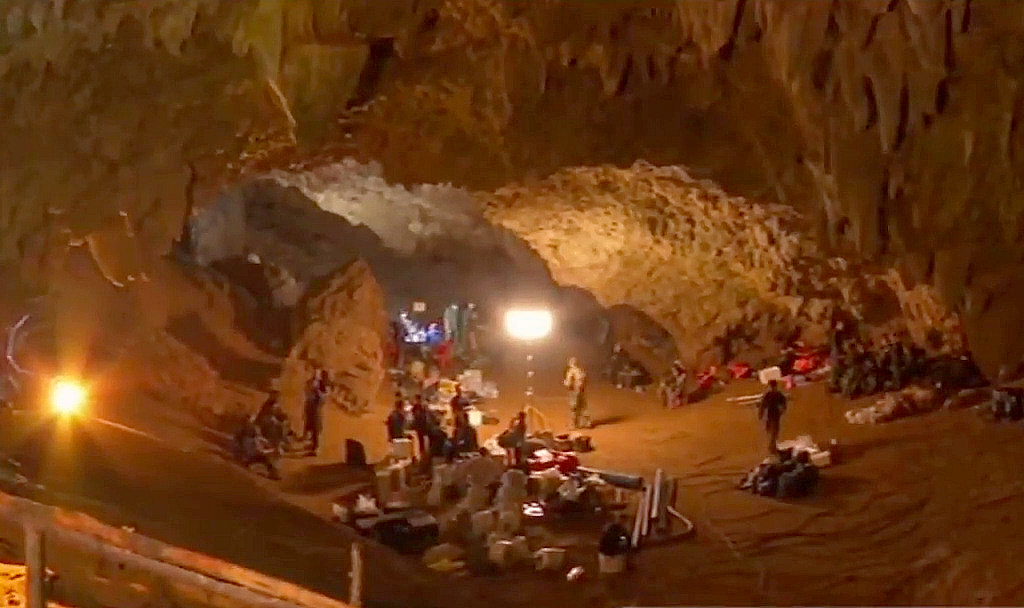
Ngõ vào của hang Tham Luang Nang Non trong cuộc cứu hộ năm 2018

- Tham Luang Nang Non (tiếng Thái: ถ้ำ หลวง นาง นอน; "Hang động lớn của Quý Bà đang ngủ") là một hang động đá vôi nửa khô trong dãy Doi Nang Non.Ngõ vào của hang Tham Luang Nang Non trong cuộc cứu hộ năm 2018[1] Hang khô trong suốt cả năm, nhưng đầy nước trong mùa mưa. Hang dài 10 kilômét (6,2 mi) và có nhiều hõm sâu, những lối đi hẹp và đường hầm quanh co dưới hàng trăm mét của các tầng đá vôi. Có rất nhiều nhũ đá và măng đá ở một số đoạn.[1]] Tham Luang là địa điểm của một hoạt động cứu hộ giữa năm 2018 để tìm và sơ tán một đội bóng đá trẻ địa phương bị mắc kẹt trong hang động. Hang động đã bị hư hại trong quá trình hoạt động cứu hộ, nhưng chính quyền có kế hoạch sửa chữa thiệt hại sau khi cuộc giải cứu được hoàn thành.[2][3]
- Khun Nam Nang Non (tiếng Thái: ขุนน้ำ นาง นอน; "Suối núi của người phụ nữ ngủ") là một cái ao tự nhiên mà nước chảy từ những tảng đá trên. Nước này được cho là nước mắt của hồn ma huyền thoại.